# Świetlica

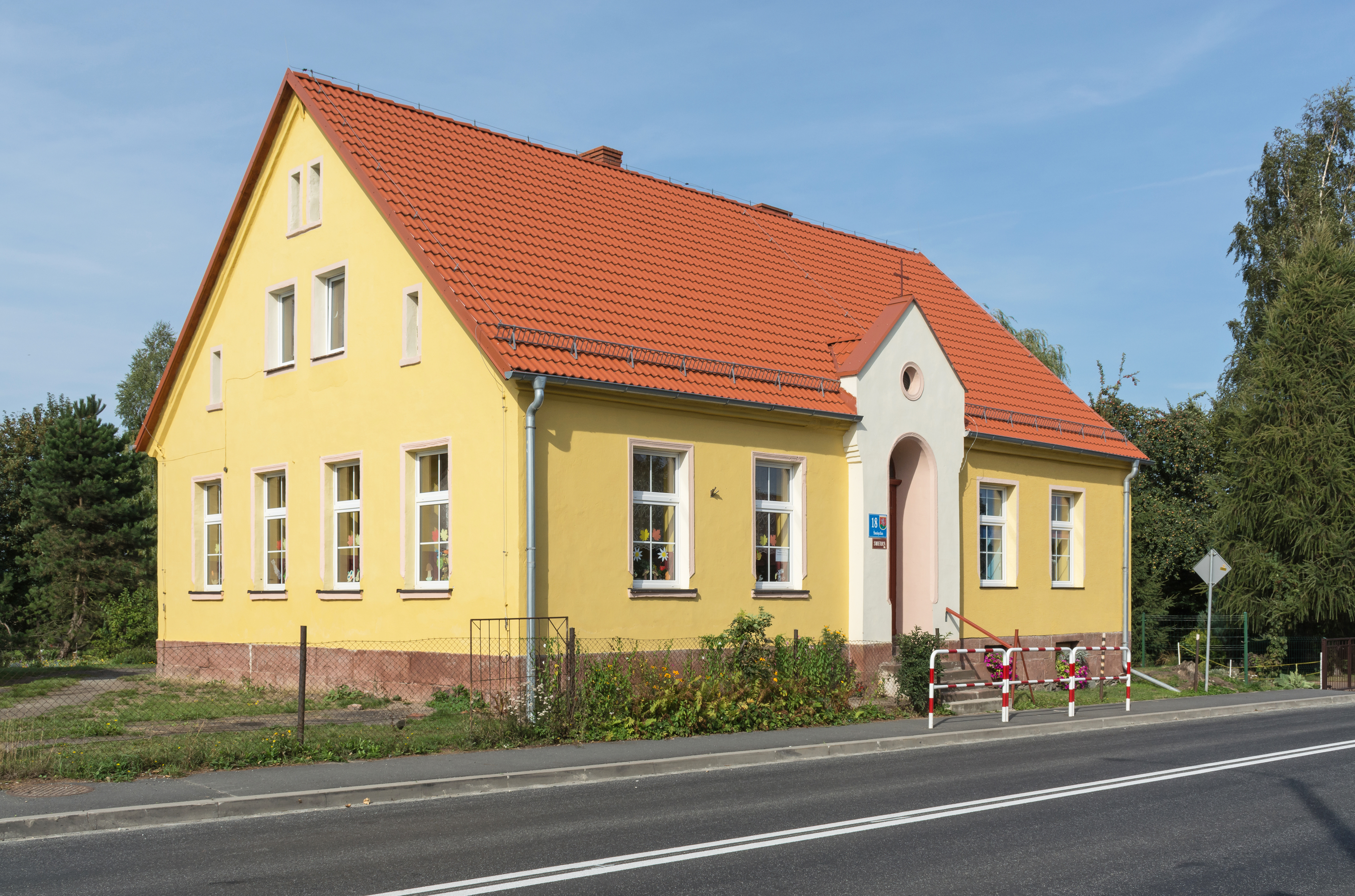
Świetlica wiejska w Święcku

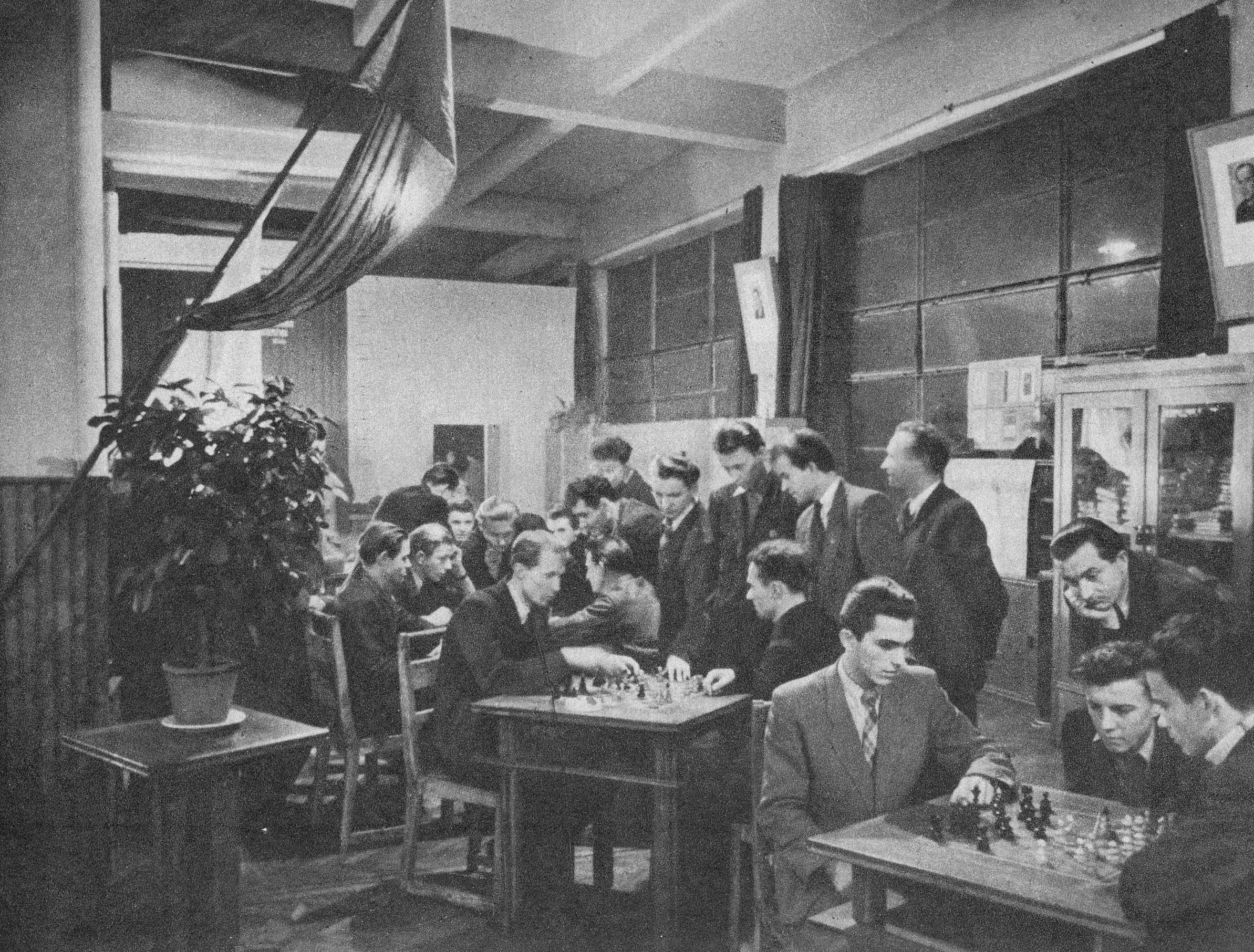
Świetlica w hotelu robotniczym, lata 50.

Świetlica – współcześnie budynek lub pomieszczenie przeznaczone do spędzania czasu wolnego, rekreacji, rozwijania zainteresowań, a także integracji lokalnych społeczności. Najczęściej spotykane: świetlica szkolna, świetlica wiejska, świetlice przy domach kultury, świetlice środowiskowe.
Dawniej słowo świetlica określało po prostu jasne, dobrze oświetlone pomieszczenie będące miejscem spotkań.
Początki świetlic dla dzieci i młodzieży na ziemiach polskich wiążą się z założeniem w 1917 roku (w czasie I wojny światowej) w Warszawie organizacji „Zrzeszenie Świetlic”. Miała ona na celu zapewnić uczniom miejsce do nauki po tym, jak władze niemieckie zakazały używania w domach gazu i elektryczności. Mimo że organizacja przestała istnieć w roku szkolnym 1919/1920, to odegrała dużą rolę w rozpowszechnieniu idei świetlic, która po odzyskaniu niepodległości była kontynuowana w całej Polsce. 